# Lorenzo Bevilacqua
Lorenzo Bevilacqua, noto anche come Lorenzo Bevilaqua, Lorenzo Astemio o Laurentius Abstemius (Macerata Feltria, ... – ...; fl. XV secolo), è stato un bibliotecario e favolista italiano.
La sua opera viene considerata un modello ispirativo per le favole di Jean de la Fontaine.

## Biografia
Nato a Macerata Feltria tra il 1435 e il 1440. Alla fine del XV secolo Abstemius è professore di belle lettere a Urbino.
Ha avuto come studente Guidobaldo da Montefeltro, duca di Urbino, da quest'ultimo poi nominato bibliotecario personale.
Con il titolo di Hecatomythium pubblica a Venezia, nel 1495, una prima raccolta di cento favole, in parte di sua invenzione, in parte fingendole traduzioni dal greco di Esopo.
Produce una seconda raccolta, comprensiva della prima, nel 1536, che comprende favole di Lorenzo Valla, Erasmo da Rotterdam, Aulo Gellio e altri.